# Trichodesma arenicola
Trichodesma arenicola là loài thực vật có hoa trong họ Mồ hôi. Loài này được Gürke miêu tả khoa học đầu tiên năm 1902.